# ثقافة بوتان

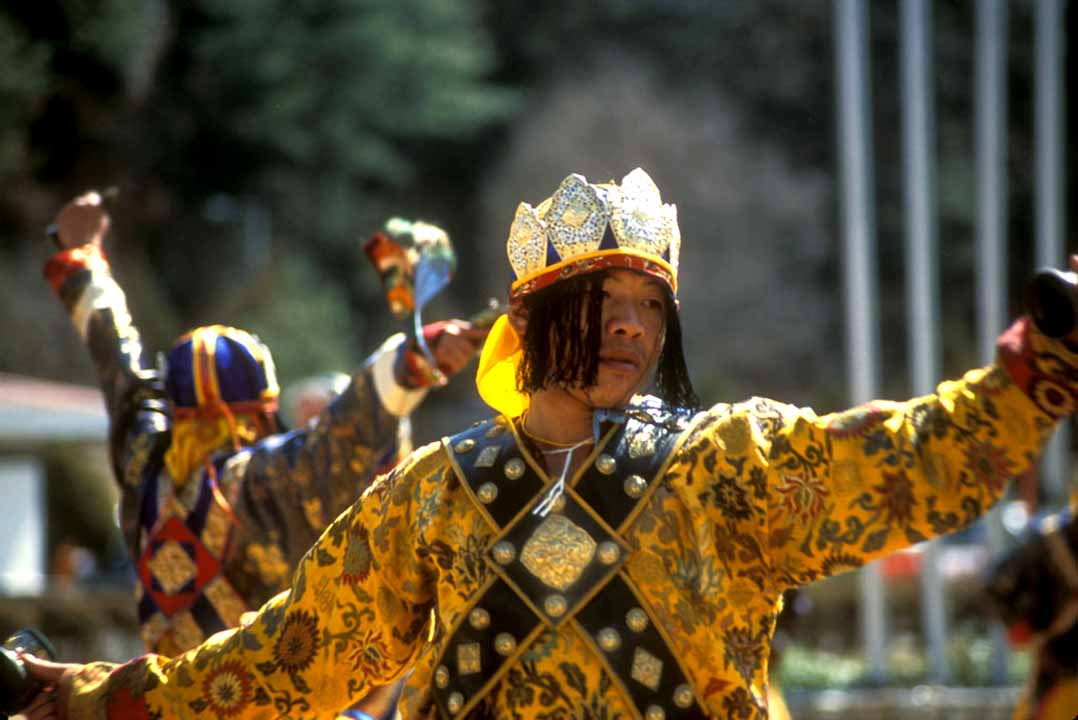

اعتمدت بوتان، التي تقع في ثنايا جبال الهيمالايا، على عزلتها الجغرافية لحماية نفسها من التأثيرات الثقافية الخارجية. هي دولة ذات كثافة سكانية منخفضة تحدها الهند من الجنوب والصين من الشمال، حافظت بوتان منذ فترة طويلة على سياستها الانعزالية الصارمة، ثقافيًا واقتصاديًا، بهدف الحفاظ على تراثها الثقافي واستقلالها. لم يسمح للأجانب بزيارة البلاد إلا في العقود الأخيرة من القرن العشرين، وبأعداد محدودة فقط. بهذه الطريقة، نجحت بوتان في الحفاظ على العديد من جوانب ثقافتها التي يعود تاريخها مباشرة إلى منتصف القرن السابع عشر.
الثقافة البوتانية الحديثة مستمدة من الثقافة القديمة. أثرت هذه الثقافة على النمو المبكر لهذا البلد. ترتبط دزونكا وتشانغلا، وهما اللغتان البوتانيتان الرئيسيتان، ارتباطًا وثيقًا بالتبتية، ويقرأ ويكتب الرهبان البوتانيون النسخة القديمة من اللغة التبتية، المعروفة باسم تشوكي. يشبه البوتانيين أهل التبت جسديًا، ولكن التاريخ لم يسجل عبروهم جبال الهيمالايا واستقرارهم في الوديان الجنوبية المستنزفة من بوتان. يقدس كل من التبتيين والبوتانيين الغورو تانترا، بادماسامبهافا، مؤسس البوذية في الهيمالايا في القرن الثامن.

## الدين
يتمحور المجتمع البوتاني حول ممارسة البوذية، وهي الدين الرئيسي. تتجلى المعتقدات الدينية في جميع جوانب الحياة. ترفرف أعلام الصلاة على سفوح التلال، وتقدم الصلوات لإفادة جميع الكائنات الحية المجاورة. يرفع كل منزل علمًا أبيضًا صغيرًا على السطح في إشارة إلى أن المالك دفع ما عليه لإرضاء الإله المحلي. كل وادي أو منطقة يهيمن عليها دزونغ ضخم، أو حصن عالي الأسوار يخدم المركز الديني والإداري للمنطقة.
ما يقرب من 23% من السكان هم من الهندوس. يوجد عدد قليل من المسلمين في بوتان، ويشكلون 0.2% من سكان البلاد بأكملها. بشكل عام، 75% من السكان من البوذيين، و0.4% ديانات أخرى.

### الاحتفالات الدينية
مرة كل عام، تقيم قرية دزونغ أو القرية الأكثر أهمية مهرجانًا دينيًا أو تستشو. يأتي القرويون وعلى مدار عدة أيام من المنطقة المحيطة من أجل الاحتفالات الدينية والتواصل الاجتماعي بينما يساهمون في تقديم القرابين الميمونة للاما أو دير الاحتفال. يُقام النشاط المركزي والذي هو مجموعة ثابتة من الرقصات التنكرية الدينية، أو تشام، في الفناء الكبير.
تستغرق كل رقصة فردية عدة ساعات حتى تكتمل، وقد تستغرق المجموعة بأكملها من يومين إلى أربعة أيام. تبارك مراقبة الرقصات الجمهور بشكل مباشر وتعمل أيضًا على نقل مبادئ البوذية التانترا إلى القرويين. يمكن تتبع عدد من الرقصات مباشرة إلى شابدرونغ نغاوانمغ نامغيال نفسه، مؤسس بوتان، جرى تناقلها بشكل أساسي دون تغيير منذ منتصف القرن السابع عشر.
قبل فجر اليوم الأخير من تستشو، يُكشف عن نسيج ضخم، أو ثونغدرل، في فناء دزونغ لعدة ساعات. ويعتقد أن مجرد النظر إليه يجلب التحرر الروحي. يُلف الثونغدرل قبل أن تضربه أشعة شمس الصباح.

### الدير
ينضم الرهبان إلى الدير في سن ست إلى تسع سنوات ويوضعون على الفور تحت تلمذة الرئيس. يتعلمون قراءة تشوكي، وهي لغة النصوص المقدسة القديمة، وكذلك دزونكا والإنجليزية. في النهاية يختارون بين مسارين محتملين: دراسة اللاهوت والنظرية البوذية، أو اتخاذ المسار الأكثر شيوعًا ليصبحوا بارعين في الطقوس والممارسات الشخصية للعقيدة.
حياة الراهب اليومية قاسية، لا سيما إذا تمركزوا في أحد الأديرة الواقعة في أعالي الجبال. في هذه الأديرة، كثيرًا ما يكون الطعام شحيحًا ويجب أن يحمله الرهبان أو زوارهم. يرتدي الرهبان ملابس لا تناسب ظروف الشتاء والأديرة غير مدفأة. ومن المعترف به أن الإيفاد للدير شاق، فوجود ابن أو شقيق يعمل في هذا الدير أمر يعتبر كارما جيدة جدًا للأسرة.
يستمر تدريب الراهب الروحي طوال حياته. بالإضافة إلى خدمة المجتمع في أدوار مقدسة، ويجوز له أن يضطلع بعدة خلوات مطولة صامتة. المدة الشائعة لمثل هذه الخلوة هي ثلاث سنوات وثلاثة أشهر وثلاثة أسابيع وثلاثة أيام. خلال فترة الخلوة، يجتمع بشكل دوري مع سيده الروحي الذي يختبر تطوره لضمان عدم إضاعة وقت الخلوة.
يرأس كل دير رئيس الدير الذي عادة ما يكون لاما، على الرغم من اختلاف الألقاب. أعلى راهب في البلاد هو رئيس دير بوتان، ولقبه جي كينبو. وهو نظريًا يعادل مكانة الملك.
هيئة الرهبان المركزية هي جمعية تتألف من 600 راهب أو نحو ذلك ممن يقومون بأهم الواجبات الدينية في البلاد. يسكنون في تيمفو صيفًا، وهي عاصمة الأمة، وفي الشتاء ينزلون إلى بوناخا دزونغ، أقدس دزونغ في بوتان، حيث حُفظ جسد شابدرونغ نغاوانمغ نامغيال تحت الحراسة منذ أواخر القرن السابع عشر.

## الموسيقى
الموسيقى البوتانية لها أنواع تقليدية مثل زانجدرا، وبودرا، ونوع حديث يسمى ريغسر. من بين الموسيقيين البوتانيين: جيغم دروكبا، وهو أيضًا عالم موسيقي بارز من بوتان.

## نظام السلوك الرسمي
دريغلام نامزا هو السلوك الرسمي واللباس الرسمي لبوتان. يتحكم بلباس المواطنين في الأماكن العامة وكيف ينبغي أن يتصرفوا في الأماكن الرسمية. يُنظم أيضًا عددًا من الأصول الثقافية مثل الفن والعمارة البوتانية. في اللغة الإنجليزية، تعني كلمة دريغلام «التعليمات، والانضباط، والعرف، والقواعد، والأسلوب» وتعني كلمة نامزا «النظام»، على الرغم من أن المصطلح يمكن تسميته «قواعد السلوك المنضبط».
إنها طريقة وآداب السلوك مثل ماذا ترتدي، وكيف تأكل، وتتحدث وتنحني أمام المسؤولين الحكوميين ورجال الدين. فُرض دريغلام نامزا على جميع المواطنين منذ عام 1990.
استاءت الشعوب ذات التراث الإثني المختلف على سبيل المثال اللوتسامبس (مواطنون بوتانيون من أصل نيبالي - لم يكونوا مواطنين بوتانيين ولم يكونوا من اللوتسامبس) من هذا الفرض وثاروا ضده، وبالتالي طردوا من بوتان إلى مخيمات اللاجئين. يعيش نحو 20% من سكان بوتان حاليًا في المنفى بسبب سياسات البوتان هذه التي تتبعها الحكومة الملكية وما تبعها من مصادرة الأراضي والاضطهاد.
للحفاظ على تعاليم بوذا الأصلية باعتبارها ثقافتهم وتقاليدهم الخاضعة لحراسة طويلة، أسس الملك دراما الأعلى أو الجي كينبو السبعين ترولكو جيغمي شودا رينبوتشي من بوتان منظمة خيرية عام 2002 اسمها مينجن تشوثن تشاغا. رئيسها الحالي هو تريزين تسيرينغ ريمبوتشي الذي صادف أنه مؤسس مؤسسة صورة بوذا دوردينما، وهي منظمة خيرية أخرى في بوتان.

### نظام اللباس الوطني
في السابق، كان يُطلب من جميع مواطني بوتان الالتزام بنظام اللباس الوطني، المعروف باسم دريغلام نامزا، أثناء التواجد في الأماكن العامة خلال ساعات النهار. نُفذت القاعدة بشكل أكثر صرامة في بعض المناطق (زونغاغ) من غيرها. يرتدي الرجال رداءً ثقيلًا يصل طوله إلى الركبة مربوطًا بحزام يسمى غو، مطويًا بطريقة تُشكل جيبًا أمام المعدة.
ترتدي النساء البلوزات الملونة ويطوين فوقها قطعة قماش كبيرة مستطيلة ويشبكنها بها تسمى كيرا، ما يُشكل فستانًا يصل طوله إلى الكاحل. ويرتدين سترة قصيرة من الحرير أو توغو فوق الكيرا. تكون الغو والكيرا اليومية من القطن أو الصوف، وفقًا للموسم، منقوشة بنقشات بسيطة ومخططة بألوان ترابية. للمناسبات والمهرجانات الخاصة، يمكن ارتداء كيرا حريري مزخرف بالألوان، وفي حالات نادرة، يمكن ارتداء غو.
تطبق قواعد البروتوكول الإضافية عند زيارة دزونغ أو معبد، أو عند المثول أمام مسؤول رفيع المستوى. يرتدي الذكور من عامة الشعب وشاحًا أبيض (كابني) من الكتف الأيسر إلى الورك المقابل. يرتدي كل من المسؤولين المنتخبين المحليين، والإقليميين، ووزراء الحكومة، وأعضاء مجلس الوزراء، والملك نفسه كابني ملون خاص بهم. ترتدي النساء قطعة قماش ضيقة مطرزة تُلف على الكتف الأيسر، تُسمى راشو.
قوبل نظام اللباس ببعض المقاومة من قبل اللوتسامبس، شعب من أصل نيبالي، الذين يعيشون على طول الحدود الهندية والذين استاؤوا من ارتداء لباس ثقافي ليس لهم.